# Kraftwerk Haifu
Das Kraftwerk Haifu (bzw. Hai-Fu oder Haihu) ist ein GuD-Kraftwerk im Bezirk Luzhu, regierungsunmittelbare Stadt Taoyuan, Taiwan, das an der Formosastraße liegt. Die installierte Leistung liegt mit Stand November 2022 bei 960 MW.
Im Januar 1998 erhielt ABB den Auftrag zur Errichtung des Kraftwerks; der Anschluss an das Übertragungsnetz war für Juli 1999 geplant. Der Auftrag sah darüber hinaus die Errichtung einer 13 km langen Gasleitung zur Versorgung des Kraftwerks sowie die Errichtung einer 20 km langen Hochspannungsleitung durch ABB vor.

## Kraftwerksblöcke
Das Kraftwerk besteht gegenwärtig aus zwei Blöcken. Die folgende Tabelle gibt einen Überblick:
| Block | GT/DT | Max. Leistung (MW) | Betriebsbeginn | Turbine | Generator | Dampfkessel | Status     |
| ----- | ----- | ------------------ | -------------- | ------- | --------- | ----------- | ---------- |
| 1     | GT    | 160                | 2000           | Alstom  | Alstom    | Alstom      | in Betrieb |
| 1     | GT    | 160                | 2000           | Alstom  | Alstom    | Alstom      | in Betrieb |
| 1     | DT    | 160                | 2000           | Alstom  | Alstom    |             | in Betrieb |
| 2     | GT    | 160                | 2001           | Alstom  | Alstom    | Alstom      | in Betrieb |
| 2     | GT    | 160                | 2001           | Alstom  | Alstom    | Alstom      | in Betrieb |
| 2     | DT    | 160                | 2001           | Alstom  | Alstom    |             | in Betrieb |

Die beiden Blöcke bestehen jeweils aus zwei Gasturbinen (GT) sowie einer nachgeschalteten Dampfturbine (DT). An die GT ist jeweils ein Abhitzedampferzeuger angeschlossen; die Abhitzedampferzeuger versorgen dann die DT.
Die installierte Leistung des Kraftwerks wird mit 900 (bzw. 960 oder 980) MW angegeben. Das Kraftwerk ist tagsüber in Betrieb und wird während der Nacht und am Wochenende abgeschaltet, wenn der Strombedarf gering ist.

## Eigentümer
Das Kraftwerk ist im Besitz der Ever Power IPP Co. Ltd. (EPIC) und wird seit 2001 von Alstom betrieben. Der Vertrag mit Alstom zur Betriebsführung und Instandhaltung (operation and maintenance contract) wurde 2011 um 15 Jahre verlängert.
EPIC ist eine Tochter der Ever Fortune Group. Singapore Power erwarb 1999 einen Anteil von 25 % an EPIC.

## Sonstiges
Der Auftragswert für die Errichtung des Kraftwerks wird mit 660 Mio. USD angegeben. Der Vertrag zur Betriebsführung und Instandhaltung von 2011 hat einen Wert von knapp 300 Mio. EUR. Der erzeugte Strom wird gemäß einem Power Purchase Agreement mit einer Vertragslaufzeit von 25 Jahren an Taipower verkauft.